# National Rugby League 1991
La New South Wales Rugby Football League de 1991 fue la 84.ª edición del torneo de rugby league más importante de Australia.

## Formato
Los clubes se enfrentaron en una fase regular de todos contra todos, los seis equipos mejor ubicados al terminar esta fase clasificaron a la postemporada.
Se otorgaron 2 puntos por el triunfo, 1 por el empate y ninguno por la derrota.

## Desarrollo

### Tabla de posiciones
| Pos. | Equipo                        | Encuentros | Encuentros | Encuentros | Encuentros | Tantos | Tantos | Tantos | Puntos |
| Pos. | Equipo                        | PJ         | PG         | PE         | PP         | F      | C      | Dif    | Puntos |
| ---- | ----------------------------- | ---------- | ---------- | ---------- | ---------- | ------ | ------ | ------ | ------ |
| 1    | Penrith Panthers              | 22         | 17         | 1          | 4          | 483    | 250    | +233   | 35     |
| 2    | Manly-Warringah Sea Eagles    | 22         | 14         | 1          | 7          | 391    | 299    | +92    | 29     |
| 3    | North Sydney Bears            | 22         | 14         | 1          | 7          | 345    | 303    | +42    | 29     |
| 4    | Canberra Raiders              | 22         | 14         | 0          | 8          | 452    | 327    | +125   | 28     |
| 5    | Canterbury-Bankstown Bulldogs | 22         | 13         | 1          | 8          | 424    | 374    | +50    | 27     |
| 6    | Western Suburbs Magpies       | 22         | 13         | 1          | 8          | 359    | 311    | +48    | 27     |
| 7    | Brisbane Broncos              | 22         | 13         | 0          | 9          | 470    | 326    | +144   | 26     |
| 8    | Illawarra Steelers            | 22         | 12         | 1          | 9          | 451    | 291    | +160   | 25     |
| 9    | St. George                    | 22         | 11         | 3          | 8          | 388    | 320    | +68    | 25     |
| 10   | Cronulla-Sutherland Sharks    | 22         | 8          | 3          | 11         | 384    | 441    | -57    | 19     |
| 11   | Eastern Suburbs               | 22         | 9          | 1          | 12         | 337    | 487    | -150   | 19     |
| 12   | Balmain Tigers                | 22         | 8          | 1          | 13         | 351    | 412    | -61    | 17     |
| 13   | Newcastle Knights             | 22         | 6          | 3          | 13         | 308    | 424    | -116   | 15     |
| 14   | South Sydney                  | 22         | 7          | 0          | 15         | 370    | 513    | -143   | 14     |
| 15   | Parramatta Eels               | 22         | 6          | 0          | 16         | 351    | 534    | -183   | 12     |
| 16   | Gold Coast Seagulls           | 22         | 2          | 1          | 19         | 240    | 492    | -252   | 5      |

|  | Postemporada. |

### Postemporada

#### Playoff
| 27 de agosto | Canterbury-Bankstown Bulldogs | 14 - 19 | Western Suburbs Magpies |  |  |

#### Semifinales preliminares
| 31 de agosto | Canberra Raiders | 22 - 8 | Western Suburbs Magpies |  |  |

| 1 de septiembre | Manly-Warringah Sea Eagles | 16 - 28 | North Sydney Bears |  |  |

#### Semifinales
| 7 de septiembre | Manly-Warringah Sea Eagles | 26 - 34 | Canberra Raiders |  |  |

| 8 de septiembre | Penrith Panthers | 16 - 14 | North Sydney Bears |  |  |

#### Final Preliminar
| 15 de septiembre | North Sydney Bears | 14 - 30 | Canberra Raiders |  |  |

#### Final
| 22 de septiembre | Penrith Panthers | 19 - 12 | Canberra Raiders | Sydney Football Stadium, Sídney |  |
|                  |                  |         |                  | Asistencia: 41.815 espectadores |  |

| Bandera de Australia     |
| Campeón Penrith Panthers |
| Primer título            |